# Bộ Rệp sáp
Psocoptera là một bộ côn trùng, Chúng xuất hiện đầu tiên vào kỷ Permi vào khoảng 295–248 triệu năm trước. Chúng được xem là nguyên thủy nhất trong nhóm paraneoptera. Tên của chúng xuất phát từ tiếng Hy Lạp ψῶχος, psokos nghĩa là  gnawed hoặc rubbed và πτερά, ptera nghĩa là cánh. Có hơn 5.500 loài được xếp vào 41 họ, thuộc 3 phân họ. Nhiều loài trong số này chỉ được miêu tả trong những năm gần đây.
Trong thập niên 2000, bằng chứng về hình thái và phân tử cho thấy rằng Phthiraptera đã tiến hóa từ bên trong cận bộ Troctomorpha. Trong hệ thống phân loại học hiện đại, Psocoptera và Phthiraptera được xếp ngang nhau trong bộ Psocodea.